# Slaget vid Hällaskogen
Slaget vid Hälleskogen utkämpades den 17 januari 1437 mellan en yrkesarmé under marsken Karl Knutsson (Bonde) och ett bondeuppbåd under Erik Puke under Pukefejden. Karl Knutssons riddare led stora förluster och tvingades retirera varpå förhandlingar följde. 

## Referat av händelsen i Tuneld (1828)
Helleskog, eller Hällabyns skog i Harakers socken i Västmanland nära torpet Sjöbo. Här hade riksrådet Erik Puke under oenigheten med riksmarsken Karl Knutsson i början av januari år 1437 slagit läger med sin trupp av dalkarlar. Lägret var omgivet av förhuggningar, d.v.s. brötar av träd som man hade fällt som skydd. Marsken beslöt att tåga förbi skogen och avskära reträttvägen till Dalarna för Puke men några av marskens folk gick i stället till anfall och anföll Pukes styrkor bakom förhuggningen. Anfallet skedde troligen av missförstånd eller av rent övermod. Pukes styrkor avvärjde dock anfallet med "någon förlust".
Marsken var missnöjd med sitt folks tapperhet och tog kvarter i angränsande byar.
Karl Knutsson ville nu förlikas. Erik Puke gick med på detta men bara om man lämnade gisslan i form av marskens svåger Nils Stensson samt Herman Bergman. Detta beviljades. Puke infann sig hos marsken och man försäkrade varandra "evig vänskap". Ett möte utsattes att äga rum vid Harakers kyrka. Marsken infann sig på avtalad tid vid kyrkan tillsammans med ärkebiskop Olof Laurensson samt biskopen i Strängnäs stift Thomas Simonsson. Men "ett förfärligt urväder" inträffade och Puke infann sig inte i tid utan först på aftonen och ursäktade att han inte kunde styra allmogen. Marsken utsatte då i stället ett nytt möte senare i Västerås (se nedan).

## Bakgrund samt följder
Karl Knutsson (Bonde) hade blivit utsedd till riksmarsk i oktober 1435 i samband med förlikningen på Helgeandsholmen i Stockholm mellan herremännen och Erik av Pommern. Vid samma tid hade Kristiern Nilsson (Vasa) utsetts till riksdrots.
Efter mordet på Engelbrekt Engelbrektsson våren 1436 hölls ett möte i Söderköping under sommaren samma år. Vid detta möte delades slotten och slottslänen upp på olika herremän, med kung Erik av Pommerns goda minne. Det ingick nämligen i förlikningen mellan herremän och kung att svenskt högfrälse skulle få kontrollen över slotten i stället för Erik av Pommerns utländska fogdar. På grund av att både Örebro och Västerås slott kom under Karl Knutssons herravälde och sålunda frånhändes Erik Puke samt dennes fader, lagmannen i Uppland Nils Gustafsson, uppstod missnöje mot Knutsson från Pukesläktens sida. En maktkamp mellan herremannen Erik Puke och Karl Knutsson (Bonde) utbröts. Karl Knutsson hade lyckats kväsa de flesta av sina motståndare genom att avrätta dem. Erik Puke var emellertid "herreman" och därför kunde marsken inte lika lätt eliminera denne. Allmoge och stadsbefolkningen i Mälardalen ställde sig till stor del på Pukes sida medan övriga herremän samt biskoparna stödde Karl Knutsson.
Detta hade till följd att Karl Knutsson såg sig nödgad att betvinga befolkningen och han besatte därvid stora delar av Mälardalen med sina trupper samt plundrade bland annat Torshälla stad som straff för att Torshällaborna ställt sig på Pukes sida. För att sätta skräck i allmogen lät marsken avrätta fyra bönder i Västerås samt bränna dem på bål. Knutsson besatte även Närke, varefter han gick i vinterkvarter. 
I december 1436 utbröt öppen strid mellan Puke och Knutsson, den så kallade Pukefejden. Puke uppbådade stöd från allmogen i Dalarna, Gästrikland och Hälsingland och tågade med en stor allmogestyrka från Dalarna mot Västerås. När Knutsson fick reda på detta bröt han snabbt sitt vinterkvarter i Närke och begav sig med sitt folk till Västerås.
Till "tjugondedagen" (13 januari) 1437 hade Knutsson kallat sina anhängare "under vapen" till Västerås. Den krigsstyrka som Knutsson sålunda kallat till Västerås uppgick enligt Karlskrönikan till cirka 3000 man, en sannolikt betydligt överdriven siffra (Harrison, 2002). 
Erik Pukes styrkor samma tid har uppskattats till cirka 600 man. Pukes styrkor drog ner till östra Västmanland och slog läger i "Hella skogh". När riksmarsken Knutsson fick rapport om detta bröt han med sina styrkor upp från Västerås och tågade mot Haraker. Med sig hade han även sin stab (herremän och biskopar). Knutssons ändamål med framryckningen mot Haraker var att "en gång för alla näpsa Puke och hans allmogehär".
Karl Knutsson misslyckades med sin plan att locka Puke och dennes styrkor i bakhåll. Däremot kunde Puke genom skicklig strategi och krigföring tillfoga marskens här stora förluster (se ovan).
Knutsson uppmanades av sin stab att söka förlikning med Puke och parlamentärer under vit flagg begav sig till Pukes högkvarter i "Hella skogh". Efter kommunicering mellan parterna bland annat vid ett möte i Skultuna den 22 januari (se ovan) avtalades om ett senare möte i Predikareklostrets stuga i Västerås.
Erik Pukes rådgivare avrådde Puke från att bege sig till Västerås då man misstrodde marskens löfte om "fri lejd". Puke accepterade dock erbjudandet att mötas i Västerås. Tillsammans med sin närmaste man Hans Mårtensson valde Puke ut några följeslagare och begav sig till Västerås. Under förhandlingarna utbröt "kolos" (rök), troligen anlagd, och man bytte förhandlingsplats till Västerås slott där Erik Puke och hans följe överfölls och fängslades. Marsken dömde Hans Mårtensson och dennes likar redan samma kväll till stegel för att sedan "nesligen avlivas".
Erik Puke fördes till Stockholm och dömdes där av Karl Knutssons gode vän riksdrotsen Krister Nilsson att "ljuta döden genom halshuggning". Den 13 februari 1437 avrättades Puke sålunda på Stortorget. 
Pukes allmogehär förklarades fredlösa. Några av dem sägs ha gömt sig i en stenhåla kallad Rövargrottan som ligger mellan Svanå och Färdskärstorp. Andra lär ha bott i en liknande håla eller viste på Fröslundaberget, där ett trettiotal "rövare" lär ha bott fram till våren 1438.

## Pukstenen
Mellan Västeräng och Sjöbo och cirka 2,5 kilometer nordväst om Hälla gård ligger den s.k. Pukstenen  (59°48′04″N 16°23′28″Ö / 59.80111°N 16.39111°Ö) som är uppkallad efter Erik Puke. Den finns utmärkt på dagens fastighetskarta samt på ekonomiska kartan (1:10000) (1963), blad 11G 6G Juskebo.
Enligt Erik Tuneld är Pukstenen minnet av slaget mellan Erik Puke och Karl Knutsson och har fått namnet av att Puke gömde sig under stenen under striden i Hällaskogen men blivit tillfångatagen av Karl Knutssons trupper.
Detta är en gammal sägen vars fakta har ifrågasatts såtillvida att Puke knappast kan ha gömt sig därunder då detta skulle strida mot händelseförloppet som relateras under "Bakgrund samt följder". Mera troligt är att en av Pukes anhängare gömt sig under stenen när marskens soldater "rensade" Hällaskogen efter att Puke arresterats i Västerås.

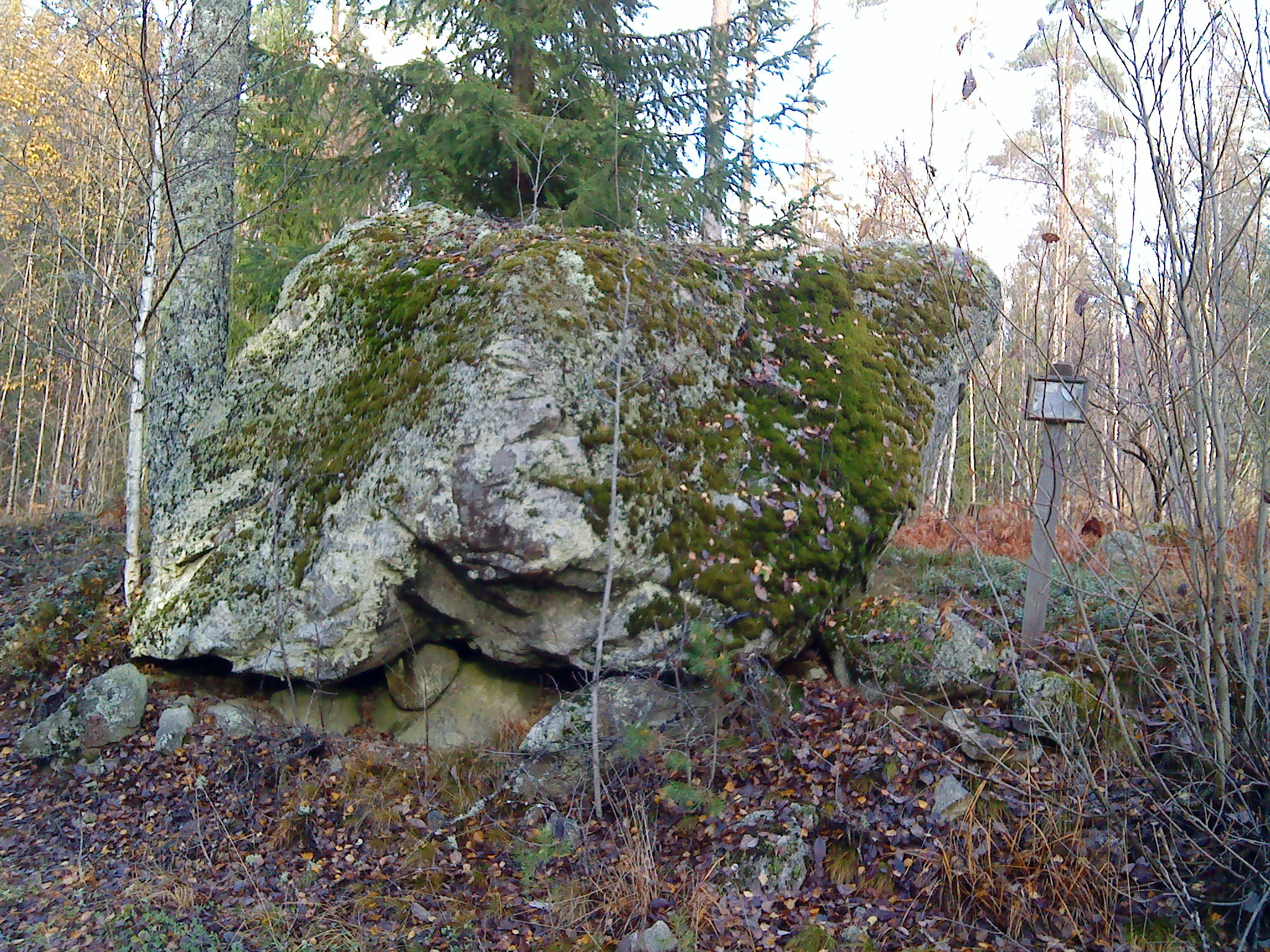
Pukstenen
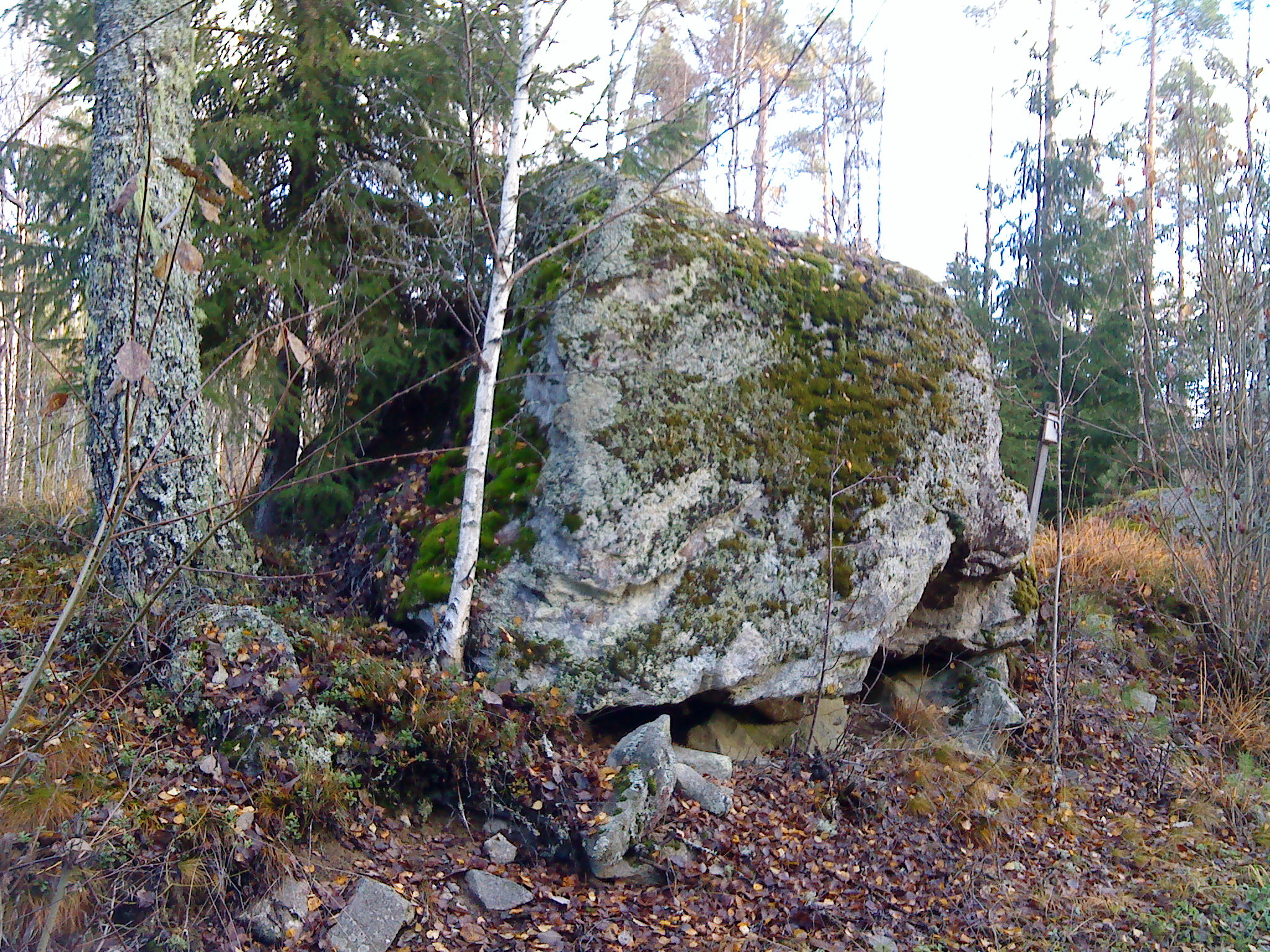
Pukstenen
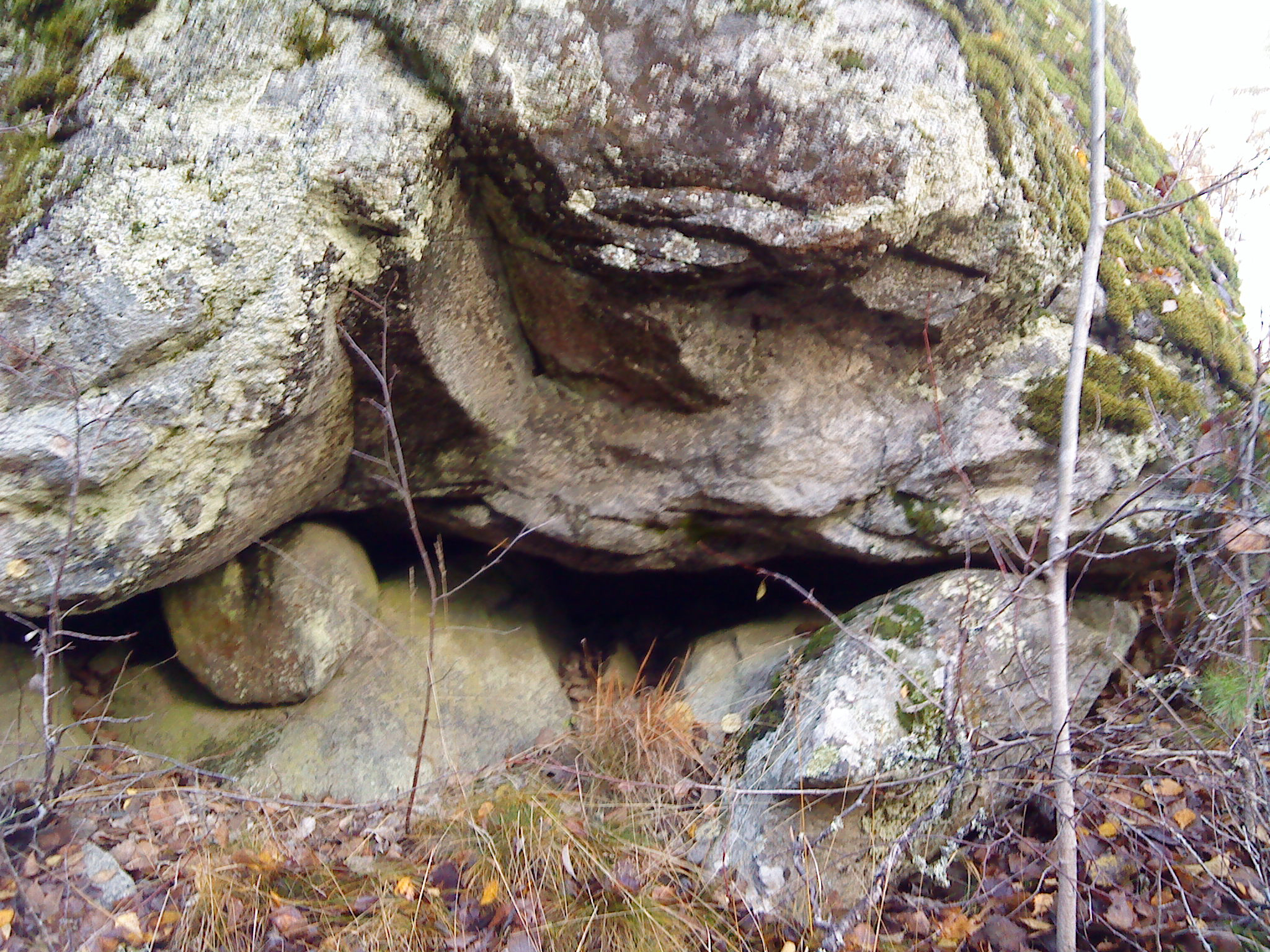
Pukstenen
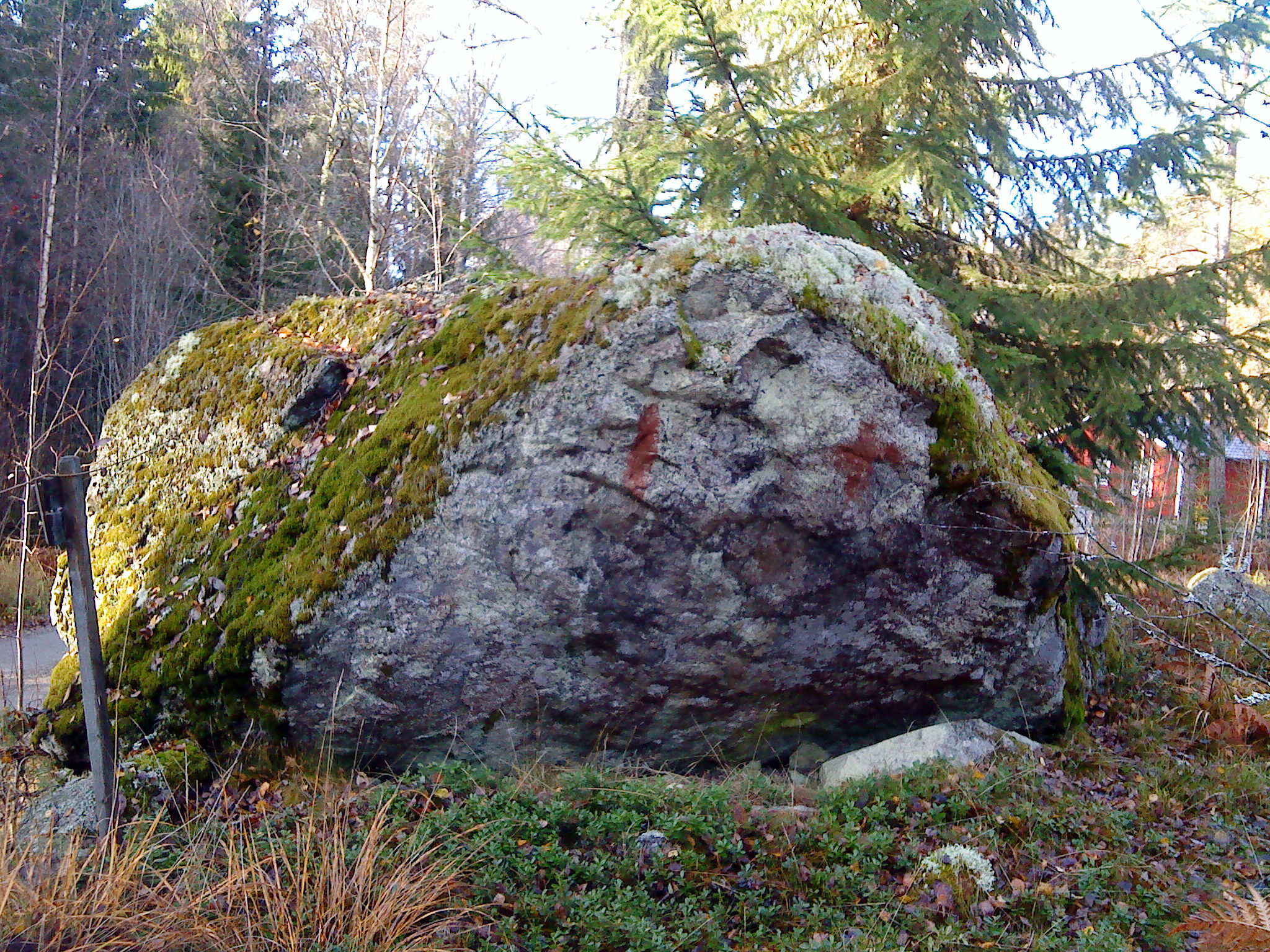
Pukstenen